# Tan sólo una vez más
«Tan sólo una vez más» es el tercer álbum del grupo peruano de punk rock 6 Voltios. Este al igual que el anterior, contiene 16 canciones y un tema extra. Los temas más destacados son «Lucas», «Algún día» y «Lejos». Aún no contaban con empresa discográfica. La canción *Idiota* es una versión de *The vandals - Jackass* y la canción "Mundo perfecto" es una versión de *Guttermouth - Perfect world*

## Lista de canciones
Todas las canciones escritas y compuestas por 6 Voltios. 
| N.º | Título                        | Duración |  |
| 1.  | «Nunca estarás»               | 3:26     |  |
| 2.  | «Lucas»                       | 2:58     |  |
| 3.  | «19 años»                     | 3:02     |  |
| 4.  | «No me gusta bailar»          | 1:39     |  |
| 5.  | «En mi interior»              | 2:21     |  |
| 6.  | «Jódete»                      | 0:43     |  |
| 7.  | «Idiota»                      | 2:51     |  |
| 8.  | «Cansado»                     | 2:48     |  |
| 9.  | «Caktus»                      | 1:58     |  |
| 10. | «Sigo aquí»                   | 2:39     |  |
| 11. | «Cerveza»                     | 2:17     |  |
| 12. | «Lección de inglés»           | 2:21     |  |
| 13. | «Algún día»                   | 3:29     |  |
| 14. | «Rompiendo la velocidad»      | 3:17     |  |
| 15. | «Sal de ahí»                  | 3:05     |  |
| 16. | «Lejos»                       | 1:40     |  |
| 17. | «Mundo perfecto (tema extra)» |          |  |

## Créditos
- Alexis Korfiatis – voz y guitarra
- Emilio Bruce – bajo y coros
- Mauricio Llona – batería y coros